# Butterfly Café
Pour plus de détails, voir Fiche technique et Distribution.
Butterfly Café (Café) est un film américain réalisé et écrit par Marc Erlbaum, sorti en 2010.

## Synopsis
Un café dans l'ouest de la Philadelphie réunit tous les jours les résidents du quartier qui découvrent petit à petit comment leurs vies sont entrelacées

## Fiche technique
- Titre original : Café
- Titre français : Butterfly Café
- Réalisation : Marc Erlbaum
- Scénario : Marc Erlbaum
- Direction artistique :
- Décors : Stan Harris
- Costumes : Krystal Tini
- Photographie : Joseph White
- Montage : Demian Fenton
- Musique : Christopher Brady
- Casting : Annette Kaplafka et Jessica Kelly
- Production : Sean Covel, Marc Erlbaum, J. Andrew Greenblatt et Chris Wyatt ; Wendy Cox (coproductrice)
  - Production exécutive : Torrey Loomis et David Magerman
- Sociétés de production : Nationlight Productions
- Société(s) de distribution :  Eagle Films
- Budget :
- Pays d’origine :  États-Unis
- Langue originale : anglais
- Format : couleur - 35 mm - 2,35:1 - son Dolby Digital
- Genre : comédie dramatique
- Durée : 95 minutes
- Dates de sortie :
  -  États-Unis : octobre 2010 (Festival du film de Philadelphie)[1] ; 19 août 2011 (Festival du film de Los Angeles)[2] ; 11 octobre 2011 (sortie nationale)[3]
  -  France : 4 juillet 2012 (directement en DVD)[4]

Source : IMDb

## Distribution
- Jennifer Love Hewitt (VFB : Marie Van Ermengem) : Claire Hartman
- Daniel Eric Gold (VFB : Maxime Donnay) : Todd
- Hubert Palmer (VFB : Serge Blumenthal) : : Craig / Avatar
- Richard Short (VFB : Alexandre Crépet) : l'écrivain
- Jamie Kennedy (VFB : Michel Hinderyckx) : Glenn, le dealer
- Madeline Carroll : Elly
- Garrett Hendricks (VFB : Sébastien Hébrant) : Tommy, l'accro à la drogue
- Clayton Prince (VFB : Mathieu Moreau) : l'officier
- Katie Lowes : Kelly
- Michaela McManus (VFB : Colette Sodoyez) : la femme du couple qui parle d'un film
- Derek Cecil (VFB : Bruno Mullenaerts) : l'homme du couple qui parle d'un film
- Khan Baykal : Colin
- Alexa Vega : Sally
- Garvin Bellour : Dave

Source et légende : version francophone belge (VFB) selon le carton du doublage français sur le DVD zone 2.